# Whau (fleuve)
Le fleuve Whau (en anglais : Whau River) est un  estuaire plus qu’un cours d’eau situé au sud-ouest de Waitemata Harbour, dans l’aire de la métropole d’Auckland dans l’île du Nord de la Nouvelle-Zélande.

## Géographie
Le bassin de drainage de la rivière couvre 29 km2 et comprend tout ou partie du secteur de Sud de Te Atatu, Glendene, Kelston, Titirangi North, Green Bay, New Lynn, Glen Eden, Avondale, Blockhouse Bay et Mont Albert. Des bassins versants suivent de façon proche les routes Te Atatu Road, Titirangi Road, Hillsborough Road, Richardson Road et Rosebank Road. Le fond du bassin de drainage comporte de l’argile, des grès et de la boue et fut constitué il y a 20 millions d’années quand les terres prirent naissance à partir de la mer.
Il s’écoule vers le nord sur une longueur de 5,7 km à partir de son origine formée par la confluence du ruisseau ‘Avondale Stream ‘ et du ‘ Whau Stream’ jusqu’à son embouchure entre la péninsule de Te Atatu (en) et la longue péninsule de Rosebank (en) dans le secteur de Avondale. Il est large de 800 m à son maximum et 400 m à son embouchure.
L’estuaire s’étend au-delà de la banlieue de Glendene et de Kelston, entre la cité d'Auckland vers l’est et la ville de Waitakere vers l’ouest. Il a un petit bras en forme d’estuaire correspondant à un affluent : la « Wairau Creek » au sud-ouest. Le flux de la marée remonte la “Wairau Creek” aussi loin que “Sabulite Road” dans Kelston, et jusqu’à “Rewarewa Creek” vers “ Clark Street” et “Wolverton Road” dans New Lynn.
La zone de l’embouchure de l’estuaire est une zone protégée par la loi, connue comme la réserve marine de Motu Manawa ou Pollen Island) (en).

## Toponymie
Le fleuve” Whau “ est ainsi dénommée d’après un arbre local : le Entelea (en) ou whau (Entelea arborescens).

## Histoire
À la période initiale, les Maori utilisèrent le fleuve Whau pour circuler entre le mouillage de Waitemata Harbour (sur la côte est donc de l’océan Pacifique) et Manukau Harbour à l’ouest donnant sur la mer de Tasman. Ils pagayaient avec leur  canoe en remontant la rivière Whau et l’Avondale Stream et ensuite tiraient leurs canoës sur une courte étendue de terre jusqu’à Green Bay sur les berges de Manukau. Ceci fut connu sous le nom de la “Route du Portage “, qui s’étend le long du bord du “ Avondale Stream”, et il est bien connu qu’un habitat saisonnier des peuples Maori existait à l’embouchure de la rivière. Pendant de nombreuses années après la colonisation Européenne, il y eut des discussions pour y creuser un canal allant de la rivière Whau au mouillage de Manukau. Les plans pour un canal de 6 900 pieds de long avec une écluse de 131 ft de profondeur, furent réalisés en 1907, mais il fut jugé trop coûteux et abandonné en 1921.
Les colons Européens utilisèrent ensuite la rivière Whau pour les transports maritimes et en 1865, Il y avait cinq quais publiques à ‘New Lynn’. Les bateaux transportant les productions de l’industrie locale comprenait des briques, une tannerie de cuir, une fabrique de gélatine et de la glu et une scierie de bois de chauffage. Le dernier vaisseau commercial à utiliser la rivière Whau fut un chaland à fond plat : le Rahiri, qui transportait des briques et du bois de chauffage de manuka à partir de ce secteur jusqu’en 1948. Durant environ une centaine d’années, les usines telles que la tannerie et les abattoirs déversèrent des déchets directement dans l’estuaire de la rivière Whau.
L’association “Les amis de la rivière Whau “ fut formée en 1999 pour restaurer l’écologie de la rivière Whau par le biais de la reconstitution de la végétation et la réduction des pollutions. Le « Whau River Catchment Trust » fut constitué en 2012. Le West End Rowing Club (en) était basé sur les berges de la rivière Whau depuis 2001.
En 2015, commença la construction du “Te Whau Pathway”, un chemin de promenade et de cyclisme le long de l’angle ouest de la rivière Whau allant de la péninsule ‘Te Atatū’ jusqu’au ‘Parc Olympique’ dans ‘New Lynn’. Le tracé est prévu pour continuer sur la plage de ‘Green Bay beach’ pour relier ainsi ‘Waitematā Harbour’ à ‘Manukau Harbour’,.

## Géologie
La géologie du secteur est composée principalement de sédiments marins et de rivière. Les berges de la zone intertidal de la rivière est communément colonisée par les mangroves et les espèces exotiques de plantes adventices.

## Liens Externes
- (en) Whau River Catchment Trust and Friends of the Whau

Photographs of Whau River détenues dans la collection du patrimoine de la bibliothèque d'Auckland.
- New Zealand Gazetteer